# 직업능력심사평가원
직업능력심사평가원(職業能力審査評價院, 영어: Korean Skills Quality Authority)은 고용노동부의 심사·평가 위탁·대행 기관으로 한국기술교육대학교 부속기관이다. 한국산업인력공단, 한국직업능력개발원, 한국기술교육대학교 등으로 분산․운영되어 있던 국가 차원의 직업능력개발사업의 심사 및 평가 업무를 통합해 고용노동부의 업무 위탁에 따라 새롭게 개원한 기관이다.
2015년 4월 1일 서울특별시 중구 퇴계로 10에 설립된 한국기술교육대학교 직업능력심사평가원은 심평원, 심사평가원 등으로 줄여서 불리기도 한다.

## 설립 근거 및 소관 사무

### 설립 근거
- 근로자직업능력개발법 제53조
- 근로자직업능력개발법 시행령 제 52조

### 소관사무
- 직종별·수준별 직업능력개발훈련 지원 기준 마련
- 직업능력개발훈련시설 등에 대한 인증
- 직업능력개발훈련시설 등이 국가 또는 지방자치단체로부터 받은 지원금·융자금 등의 운용실태에 대한 감사
- 직업능력개발훈련과정에 대한 심사 등 성과관리를 위한 업무
- 직업능력개발훈련과정에 대한 부정행위 조사 및 분석
- 그 밖에 직업능력개발훈련의 성과를 높이기 위하여 필요한 사항

## 연혁
- 2015.01.07 통합훈련심사평가원 사업인수단 가동
- 2015.04.01 직업능력심사평가원 개원
- 2015.10.16 훈련기관인증평가 신규 훈련기관 평가 결과 공고
- 2015.12.15 국가인적자원개발컨소시엄 공동훈련센터 성과평가 수행기관 지정
- 2016.01.18 정부부처 최초 '스마트훈련' 심사제도 도입
- 2016.09.22 전문대학 직업교육훈련기관 심사평가 수행기관 선정
- 2016.11.30 장애인 특화 직업능력개발훈련과정 심사평가 수행기관 선정
- 2016.12.20 4차 산업혁명 선도인력 양성사업 착수
- 2017.06.01 일학습병행제 공동훈련센터 성과평가 수행기관 지정

## 주요업무

### 훈련기관인증평가
직업능력개발 훈련기관의 건전성, 훈련실시능력, 훈련성과 등을 종합적으로 평가하여 정부지원 훈련시장 진입자격 및 자격유지여부를 판정함으로써, 직업능력개발 훈련의 품질 및 성과를 제고하고 훈련수요자인 국민들이 합리적으로 직업능력개발 훈련기관을 선택할 수 있도록 지원 (※ 관련법령: 「근로자직업능력개발법」 제53조(직업능력개발훈련시설 등에 대한 평가), 「직업능력개발훈련 품질관리에 관한 규정」)

#### 실적보유기관 인증평가
- 1단계 기관건전성, 2단계 훈련성과 및 훈련실시 능력 등 종합적 훈련품질 검증 체계 구축
- 평가결과 분석 및 피드백 서비스 제공

#### 신규기관 인증평가(집체훈련, 원격훈련)
- 1단계 기관건전성, 2단계 훈련실시능력을 검증하여 정부지원 훈련위탁자격 사전 인증
- 평가결과 분석 및 피드백 서비스 제공

#### 우수훈련기관 선정
- 훈련기관 전문화 및 직업훈련의 품질 향상을 위해 실업자훈련·재직자훈련 우수훈련기관 선정

### 집체훈련과정심사
국가직무능력표준(이하 NCS)을 기반으로 직업훈련과정의 산업현장성을 강화하고, 체계적인 심사를 통해 지역과 산업 수요에 따라 필요한 양질의 직업능력개발 훈련과정 공급

#### 통합심사(상/하반기)
- 일반직종 계좌적합훈련과정 심사
- 국가기간·전략산업직종훈련과정 심사
- 근로자 직업능력개발훈련과정 심사
- 사업주 직업능력개발훈련(위탁훈련)과정 심사

#### 특화심사
- 일반고 특화 직업능력개발훈련과정 심사
- 청년취업아카데미 훈련과정 심사
- 과정평가형 훈련과정 심사(직업훈련기관 대상)
- 장애인 특화 훈련과정 심사
- 채용약정형 상시심사 등

#### 훈련기관 사전등록
- 훈련기관 사전등록을 통해 각 사업별로 운영중인 심사 평가·정보를 훈련기관 단위로 통합관리
- 사전에 직종/교·강사/시설/장비/교재 등을 HRD-NET에 등, 이 중 실시가능 직종과 NCS확인강사서는 승인 절차 후 등록 완료

### 원격훈련과정심사
고용노동부 원격훈련의 질적 수준과 발전을 견인하기 위해 원격훈련과정 적정성을 심사하고, 새로운 훈련방법 및 첨단훈련매체 도입을 활성화하는 사업 수행

#### 재직자 대상 원격훈련과정 심사
- 인터넷원격훈련과정 심사
- 스마트훈련과정 심사
- 우편원격훈련과정 심사

#### 실업자 대상 원격훈련과정 심사
- 계좌적합인터넷원격훈련과정 심사

### 훈련성과평가

#### 훈련이수자 평가
NCS 기반 훈련과정을 이수한 훈련생의 능력 획득 여부 및 훈련기관의 평가체계를 검증하고, 그 결과를 훈련기관에 환류하여 직업능력개발훈련의 질 제고
- 평가대상 선정
- 훈련이수자 평가
- 평가 환류 및 지원
- NCS 훈련과정 성과분석
- 제도개선 연구

#### 정부훈련 평가사업
중앙부처 직업능력개발 사업평가를 통해 국가 재정의 효율화, 훈련품질 제고 및 국가 인력양성·훈련사업 정책방향 제공
- 재정지원 직업훈련 사업 효율화
- 중앙부처 국가기간·전략산업 직종훈련 심사평가
- 국가인적자원개발 컨소시엄 및 일학습병행제 공동훈련센터 성과평가
- 4차 산업혁명 선도인력 양성훈련사업 심사평가

### 부정훈련관리

#### 부정훈련관리
과학적·시스템적인 접근 방식으로 부정훈련 의심기관 선정, 유관기관과 합동 지도·감독을 실시하여 부정행위 위반기관을 행정 조치, 심사·평가 및 관련 제도 개선에 반영하여 직업능력개발훈련사업의 품질 향상 및 깨끗한 훈련시장 조성
- 훈련 빅데이터 패턴 분석을 통한 부정훈련 의심기관 추출
- 부정훈련 의심기관 유관기관 합동 지도 및 감독
- 유관기관 간 부정훈련관리 유기적 협업
- 심사·평가제도와 부정훈련관리 선순환
- 부정훈련예방을 위한 홍보 및 교육
- 부정훈련신고센터 운영

## 조직 구성
1개의 팀(기획운영팀)과 5개의 센터(훈련기관인증평가센터·집체훈련심사평가센터·원격훈련심사평가센터·훈련성과평가센터·부정훈련관리센터)로 구성되어있으며, 각 센터 산하에 총 13개의 파트가 설치되어있다. 2017년 10월 24일 기준 임직원은 총 95명이다.

#### 기획운영팀
- 기획운영팀

#### 훈련기관인증평가센터
- 인증평가1 파트
- 인증평가2 파트
- 평가지원 파트

#### 집체훈련심사센터
- 통합심사 파트
- 특화심사 파트

#### 원격훈련심사센터
- 인터넷원격 파트
- 우편원격 파트
- 계좌제원격 파트
- 심사지원 파트

#### 훈련성과평가센터
- 훈련이수자 파트
- 정부훈련 파트

#### 부정훈련관리센터
- 사전분석 파트
- 현지조사 파트

## 보도자료
- 한국기술교육대 직업능력심사평가원 개원[깨진 링크(과거 내용 찾기)] - 뉴시스
- 직업능력심사평가원, 고용부 지원 직업훈련과정 본격 심사 - 서울시티
- 부실 직업훈련 감시하는 ‘직업능력심사평가원’ 개원 - 아시아경제
- 코리아텍 직업능력심사평가원 ‘NCS 기반 역량교육’실시 - 아시아뉴스통신
- 코리아텍 직업능력심사평가원, 빅데이터로 부정훈련 의심사례 차단 - 브릿지경제